# Georg Wosegin
Georg Wosegin (* 9. November 1624 in Königsberg (Preußen); † 21. September 1705 ebenda) war ein deutscher Mathematiker und Mediziner.

## Leben
Der Sohn des Bürgers in Löbenicht, Walzenbauer und Vorsteher des großen Hospitals Johann Wosegin und dessen Frau Katharina Knobloch hatte anfänglich die Schule in Löbenicht besucht. 1640 bezog er die Universität Königsberg und hatte eine Unterkunft beim Professor für Logik und Metaphysik Michael Eifler gefunden. Zudem besuchte er die Vorlesungen bei Albrecht Linemann in Mathematik und die medizinischen Vorlesungen bei Daniel Beckher dem Älteren, Christoph Tinctorius und Johann Löselius (1607–1655). Nachdem er drei Jahre später seine medizinische Disputation de arthritide verteidigt hatte, begab er sich über Lübeck reisend an die Universität Rostock.
Hier hörte er Mathematik bei Stephan Scultetus (auch Schultetus, Schulz, * 1602 Osterburg; † 20. April 1654 in Rostock), Geschichte bei Josua Arnd, medizinische Vorlesungen absolvierte er bei Joachim Stockmann. Im Juni 1646 reiste er nach Holland an die Universität Leiden. Hier absolvierte er orientalische Sprachstudien und hatte mathematische sowie medizinische Vorlesungen gehört. Zudem hatte er sich die dortigen Krankenhäuser und botanischen Gärten angeschaut. Nach Besuchen der Universität Groningen, Franeker, Utrecht und Löwen hatte er Amsterdam besucht und war mit damals bekannten Persönlichkeiten in Kontakt getreten.
Wieder nach Leiden zurückgekehrt, disputierte er in Gegenwart des Kurfürsten Friedrich Wilhelm von Brandenburg unter dem Vorsitz seines Landmannes Albert Kyper (–1655) 1651 mit der Inauguraldisputation de pleuritide und wurde danach zum Doktor der Medizin promoviert. Über Friesland und Westphalen reiste er zurück in seine Heimat. Hier trat er am 6. Juni 1652 eine außerordentliche Professur der Medizin an der Universität Königsberg an. 1653 wurde Adjunkt der medizinischen Fakultät und am 2. Oktober 1670 erwarb er den Magistergrad der Philosophie. 1681 wurde er ordentlicher dritter Professor an der medizinischen Fakultät, stieg 1690 in die zweite Professur auf und wurde 1701 erster ordentlicher Professor der medizinischen Fakultät.
1667 hatte man ihm zudem die Professur der Mathematik an der philosophischen Fakultät übertragen, die er 1690 niederlegte. Zudem wurde er zum königlichen preußischen Hofarzt ernannt und als Physikus von Kneiphof berufen. Er beteiligte sich auch an den organisatorischen Aufgaben der Königsberger Hochschule. So war er in den Sommersemestern 1672, 1680 und 1688, sowie in den Wintersemestern 1691/92, 1695/96 und 1699/1700 Rektor der Alma Mater. Im Wintersemester 1703/04 war er Prorektor. Am 10. Dezember wurde er per königliches Reskript emeritiert, blieb aber der Hochschule als Senior erhalten. Die von ihm angelegte Naturaliensammlung wurde in den Bestand der Universitätssammlungen ins Saturgssche Kabinett überführt.

## Familie
Wosegin hatte sich am 8. Februar 1655 mit Regina († 23. April 1704), Tochter des Pfarrers der Altstadt Mag. Martin Wolder verheiratet. Aus der Ehe stammen Kinder, von diesen kennt man:
- Sophia Wosegin († 1700) ⚭ 14. Januar 1698 mit dem Ratsherrn der Altstadt Christoph Horck (* 7. Oktober 1650; † 9. Juni 1714)
- Anna Katharina Wosegin (* 21. März 1556; † 17. November 1723) ⚭ 17. April 1679 mit dem Mediziner Georg Rast (* 16. März 1651; † 14. Januar 1729)
- Theodor Wosegin (* 31. Oktober 1660; † 4. Januar 1662)
- Ludovika Wosegin (* 16. Februar 1667; † 24. Juli 1668)
- Anna Dorothea Wosegin ⚭ 10. Februar 1687 mit Johann Melchior von Hahn auf Feldhoff und Aahoff (Kurland)
- Johann Heinrich Wosegin (* 2. November 1670; † 24. September 1677)
- Ernst Theodor Wosegin (* 22. Februar 1672; † 1. Mai 1673)
- Tochter NN. Wosegin ⚭ mit Sigismund Pattone auf Bossen and Runau
- Tochter NN. Wosegin ⚭ Reinhold Freyling auf Rippen
- Tochter Johanna Wosegin ⚭ mit dem preußischen Kapitän Bernhard Kagel (Kugel) auf Linken und Littauschdorf, II. Ehe mit Jean Paul de L’Estocq, Sohn: Johann Ludwig L’Estocq
- Georg Christoph Wosegin (lebte 1687, 1705 tot) disputierte einige Male in Königsberg
- Anna Elisabeth Wosegin 1705 unverm.

## Werke
- Dissertatio de sanguinis in adultis motu naturali. Königsberg 1681.
- Disputatio anatomica de cordis structura ejusdemque usu. Königsberg 1667.
- Conclusionum medicarum disquisitio prima. Königsberg 1652.
- Disputatio medica de ictero. Königsberg 1652.
- Disp. De partibus abdominis.